# Servaville-Salmonville
Servaville-Salmonville est une commune française, située dans le département de la Seine-Maritime en région Normandie.

## Géographie

### Description
La commune est desservie par la ligne 73 Rouen - Vascœuil - Gournay-en-Bray du réseau de transport en commun départemental par bus (VTNI).

### Communes limitrophes
Les communes limitrophes sont  Blainville-Crevon, Bois-l'Évêque, Grainville-sur-Ry, La Vieux-Rue, Martainville-Épreville et Préaux.
| La Vieux-Rue  |                        | Blainville-Crevon      |
|               | Servaville-Salmonville | Grainville-sur-Ry      |
| Bois-l'Évêque |                        | Martainville-Épreville |

### Hydrographie
La commune est située dans le bassin Seine-Normandie. Elle n'est drainée par aucun cours d'eau,.

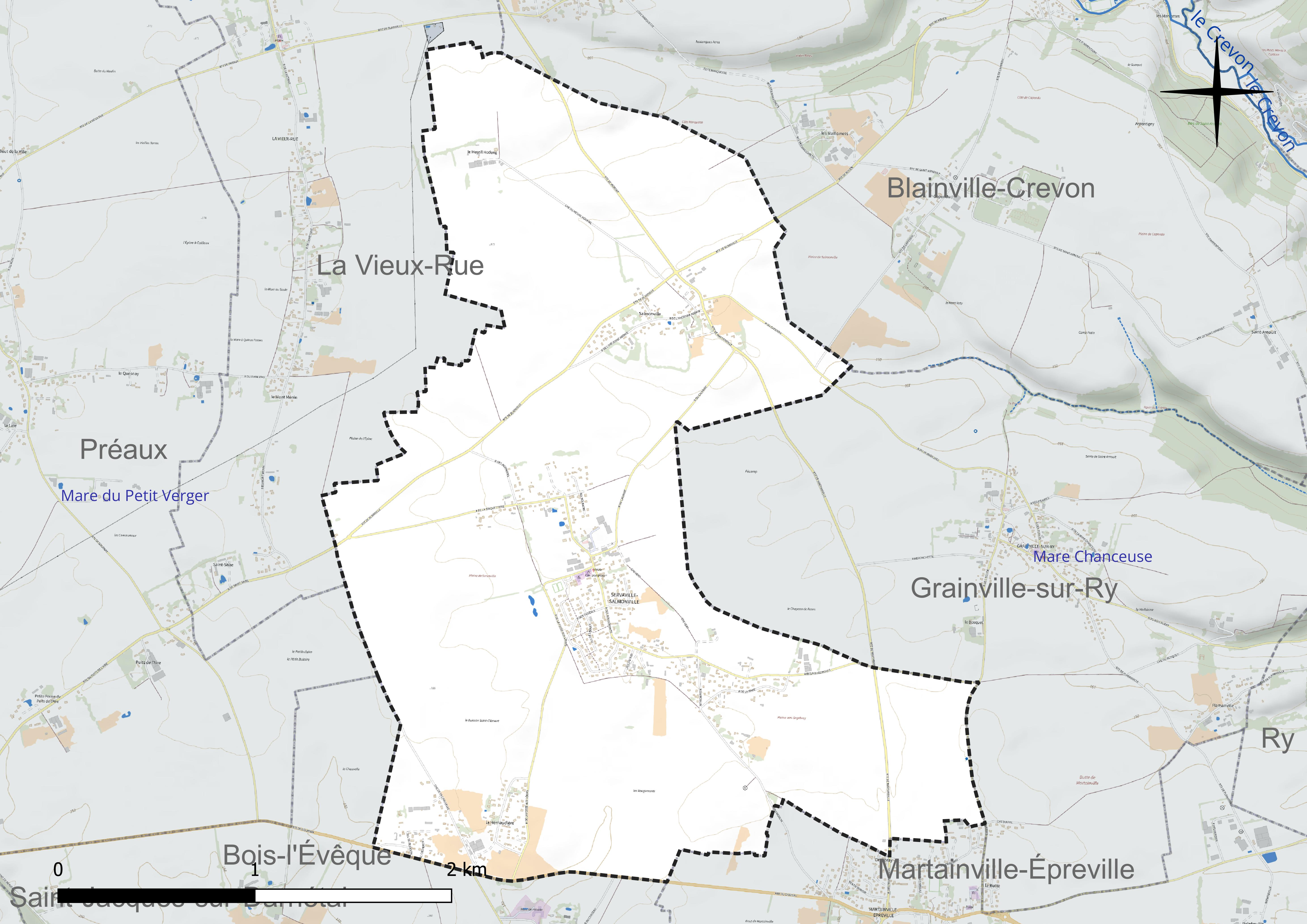
Réseau hydrographique de Servaville-Salmonville.

### Climat
Pour des articles plus généraux, voir Climat de la Normandie et Climat de la Seine-Maritime.
En 2010, le climat de la commune est de type climat océanique dégradé des plaines du Centre et du Nord, selon une étude du CNRS s'appuyant sur une série de données couvrant la période 1971-2000. En 2020, Météo-France publie une typologie des climats de la France métropolitaine dans laquelle la commune est exposée à un climat océanique et est dans la région climatique Côtes de la Manche orientale, caractérisée par un faible ensoleillement (1 550 h/an) ; forte humidité de l’air (plus de 20 h/jour avec humidité relative > 80 % en hiver), vents forts fréquents. Parallèlement le GIEC normand, un groupe régional d’experts sur le climat, différencie quant à lui, dans une étude de 2020, trois grands types de climats pour la région Normandie, nuancés à une échelle plus fine par les facteurs géographiques locaux. La commune est, selon ce zonage, exposée à un « climat maritime », correspondant au Pays de Caux, frais, humide et pluvieux, légèrement plus frais que dans le Cotentin.
Pour la période 1971-2000, la température annuelle moyenne est de 10,1 °C, avec une amplitude thermique annuelle de 13,9 °C. Le cumul annuel moyen de précipitations est de 853 mm, avec 13,2 jours de précipitations en janvier et 8,8 jours en juillet. Pour la période 1991-2020, la température moyenne annuelle observée sur la station météorologique la plus proche, située sur la commune de Boos à 11 km à vol d'oiseau, est de 10,9 °C et le cumul annuel moyen de précipitations est de 847,5 mm,. Pour l'avenir, les paramètres climatiques de la commune estimés pour 2050 selon différents scénarios d’émission de gaz à effet de serre sont consultables sur un site dédié publié par Météo-France en novembre 2022.

## Urbanisme

### Typologie
Au 1er janvier 2024, Servaville-Salmonville est catégorisée commune rurale à habitat dispersé, selon la nouvelle grille communale de densité à sept niveaux définie par l'Insee en 2022.
Elle est située hors unité urbaine. Par ailleurs la commune fait partie de l'aire d'attraction de Rouen, dont elle est une commune de la couronne,. Cette aire, qui regroupe 317 communes, est catégorisée dans les aires de 200 000 à moins de 700 000 habitants,.

### Occupation des sols

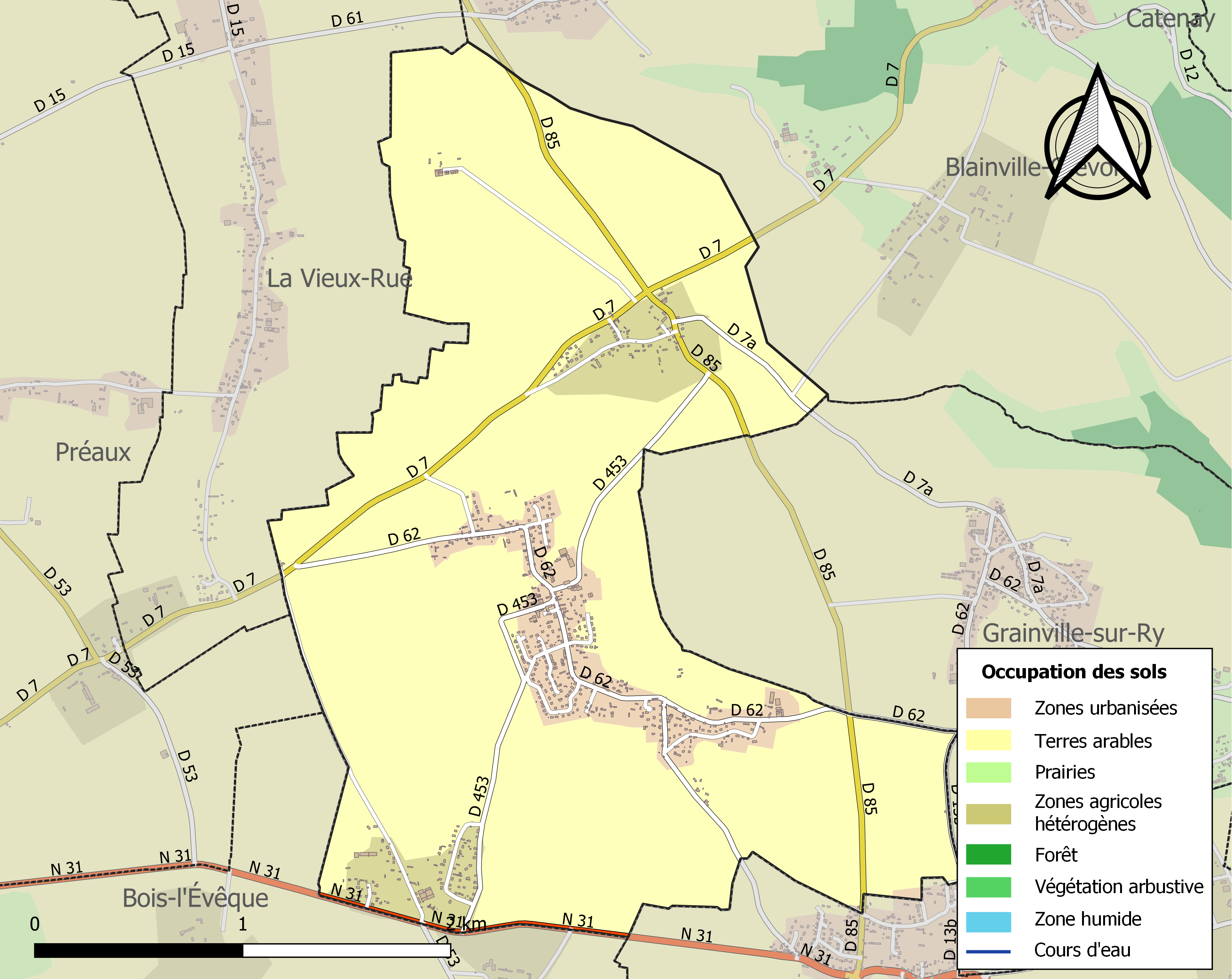
Carte des infrastructures et de l'occupation des sols de la commune en 2018 (CLC).

L'occupation des sols de la commune, telle qu'elle ressort de la base de données européenne d’occupation biophysique des sols Corine Land Cover (CLC), est marquée par l'importance des territoires agricoles (92,8 % en 2018), en diminution par rapport à 1990 (94,5 %). La répartition détaillée en 2018 est la suivante : 
terres arables (86,1 %), zones urbanisées (7,2 %), zones agricoles hétérogènes (6,6 %). L'évolution de l’occupation des sols de la commune et de ses infrastructures peut être observée sur les différentes représentations cartographiques du territoire : la carte de Cassini (XVIIIe siècle), la carte d'état-major (1820-1866) et les cartes ou photos aériennes de l'IGN pour la période actuelle (1950 à aujourd'hui).

### Habitat et logement
En 2018, le nombre total de logements dans la commune était de 429, alors qu'il était de 388 en 2013 et de 361 en 2008.
Parmi ces logements, 97,2 % étaient des résidences principales, 0,2 % des résidences secondaires et 2,6 % des logements vacants. Ces logements étaient pour 99,8 % d'entre eux des maisons individuelles et pour 0,2 % des appartements.
Le tableau ci-dessous présente la typologie des logements à Servaville-Salmonville en 2018 en comparaison avec celle de la Seine-Maritime et de la France entière. Une caractéristique marquante du parc de logements est ainsi une proportion de résidences secondaires et logements occasionnels (0,2 %) inférieure à celle du département (3,9 %) et à celle de la France entière (9,7 %). Concernant le statut d'occupation de ces logements, 91,1 % des habitants de la commune sont propriétaires de leur logement (91,2 % en 2013), contre 53 % pour la Seine-Maritime et 57,5 % pour la France entière.
| Typologie                                               | Servaville-Salmonville | Seine-Maritime | France entière |
| ------------------------------------------------------- | ---------------------- | -------------- | -------------- |
| Résidences principales (en %)                           | 97,2                   | 88             | 82,1           |
| Résidences secondaires et logements occasionnels (en %) | 0,2                    | 3,9            | 9,7            |
| Logements vacants (en %)                                | 2,6                    | 8,1            | 8,2            |

## Toponymie
La commune formée au début du XIXe siècle par la fusion des deux anciennes communes de Servaville  et de Salmonville-la-Sauvage (qui étaient d'anciennes paroisses) par ordonnance royale du 24 décembre 1823.
Servaville : est attesté sous les formes Servartvilla vers 1036, Sawarvilla en 1166, 1172 et 1173, Salvarvilla en 1207, Sarvaville en 1469 et 1471,
Salmonville : est attesté sous la forme Salomonis Villam en 1215.

À Salmonville-la-Sauvage, dont l'église a été détruite depuis la Révolution, les archives paroissiales expliquent le surnom du village par l'existence d'un seigneur qui portait dans ses armoiries une femme sauvage.

## Histoire
Servaville appartenait à l'abbaye Notre-Dame du Bec avant le milieu du XIIe siècle[réf. nécessaire].
Elle comptait 700 habitants au XIIIe siècle, 96 au XIVe siècle, 42 en 1707.
En 1823, la commune de Servaville, instituée par la Révolution française, absorbe celle de Salmonville-la-Sauvage et prend son nom actuel de Servaville-Salmonville.

## Politique et administration

### Rattachements administratifs et électoraux

#### Rattachements administratifs
La commune se trouve dans l'arrondissement de Rouen du département de la Seine-Maritime.
Elle faisait partie depuis 1801 du canton de Darnétal. Dans le cadre du redécoupage cantonal de 2014 en France, cette circonscription administrative territoriale a disparu, et le canton n'est plus qu'une circonscription électorale.

#### Rattachements électoraux
Pour les élections départementales, la commune fait partie depuis 2014 du canton du Mesnil-Esnard
Pour l'élection des députés, elle fait partie de la quatrième circonscription de la Seine-Maritime.

### Intercommunalité
Servaville-Salmonville était membre de la communauté de communes du Plateau de Martainville, un établissement public de coopération intercommunale (EPCI) à fiscalité propre créé fin 1994 et auquel la commune avait transféré un certain nombre de ses compétences, dans les conditions déterminées par le code général des collectivités territoriales.
Dans le cadre des dispositions de la loi portant nouvelle organisation territoriale de la République du 7 août 2015, qui prévoit que les établissements publics de coopération intercommunale (EPCI) à fiscalité propre doivent avoir un minimum de 15 000 habitants, cette intercommunalité a fusionné avec ses voisines pour former, le 1er janvier 2017, la communauté de communes Inter-Caux-Vexin, dont est désormais membre la commune.

### Liste des maires
| Période                                  | Période                    | Identité             | Étiquette | Qualité                             |
| ---------------------------------------- | -------------------------- | -------------------- | --------- | ----------------------------------- |
| Les données manquantes sont à compléter. |                            |                      |           |                                     |
|                                          |                            |                      |           |                                     |
| 1995                                     | octobre 2013               | Joannès Dugelay      | SE        | Enseignant Mort en fonction         |
| novembre 2013                            | 2014                       | Jacky Lesueur        | SE        |                                     |
| 2014                                     | mai 2020                   | Claude Joubert       | SE        |                                     |
| mai 2020,                                | En cours (au 20 juin 2023) | Jean-Paul Dupressoir | SE        | Agriculteur-propriétaire exploitant |

## Géographie

### Démographie
L'évolution du nombre d'habitants est connue à travers les recensements de la population effectués dans la commune depuis 1793. Pour les communes de moins de 10 000 habitants, une enquête de recensement portant sur toute la population est réalisée tous les cinq ans, les populations de référence des années intermédiaires étant quant à elles estimées par interpolation ou extrapolation. Pour la commune, le premier recensement exhaustif entrant dans le cadre du nouveau dispositif a été réalisé en 2007.

En 2022, la commune comptait 1 118 habitants, en évolution de −0,18 % par rapport à 2016 (Seine-Maritime : +0,35 %, France hors Mayotte : +2,11 %).
| 1793 | 1800 | 1806 | 1821 | 1831 | 1836 | 1841 | 1846 | 1851 |
| ---- | ---- | ---- | ---- | ---- | ---- | ---- | ---- | ---- |
| 560  | 575  | 545  | 450  | 500  | 490  | 490  | 475  | 461  |

| 1856 | 1861 | 1866 | 1872 | 1876 | 1881 | 1886 | 1891 | 1896 |
| ---- | ---- | ---- | ---- | ---- | ---- | ---- | ---- | ---- |
| 469  | 476  | 484  | 438  | 431  | 417  | 372  | 376  | 365  |

| 1901 | 1906 | 1911 | 1921 | 1926 | 1931 | 1936 | 1946 | 1954 |
| ---- | ---- | ---- | ---- | ---- | ---- | ---- | ---- | ---- |
| 398  | 364  | 338  | 286  | 301  | 319  | 345  | 355  | 346  |

| 1962 | 1968 | 1975 | 1982 | 1990 | 1999 | 2006  | 2007  | 2012  |
| ---- | ---- | ---- | ---- | ---- | ---- | ----- | ----- | ----- |
| 321  | 308  | 460  | 523  | 647  | 778  | 1 014 | 1 047 | 1 069 |

| 2017  | 2022  | - | - | - | - | - | - | - |
| ----- | ----- | - | - | - | - | - | - | - |
| 1 133 | 1 118 | - | - | - | - | - | - | - |

### Manifestations  culturelles et festivités
- Le forum de l'association socio-culturelle et sportive[26].
- Fête du village : le 2e week-end de juin.
- Fête nationale les 13 et 14 juillet.
- Exposition biennale d'art contemporain
- Jazz Manouche

## Économie

### Commerces
- Relais routier : restaurant, station essence.
- Garage automobile.
- Garage agricole.

## Culture locale et patrimoine

### Lieux et monuments

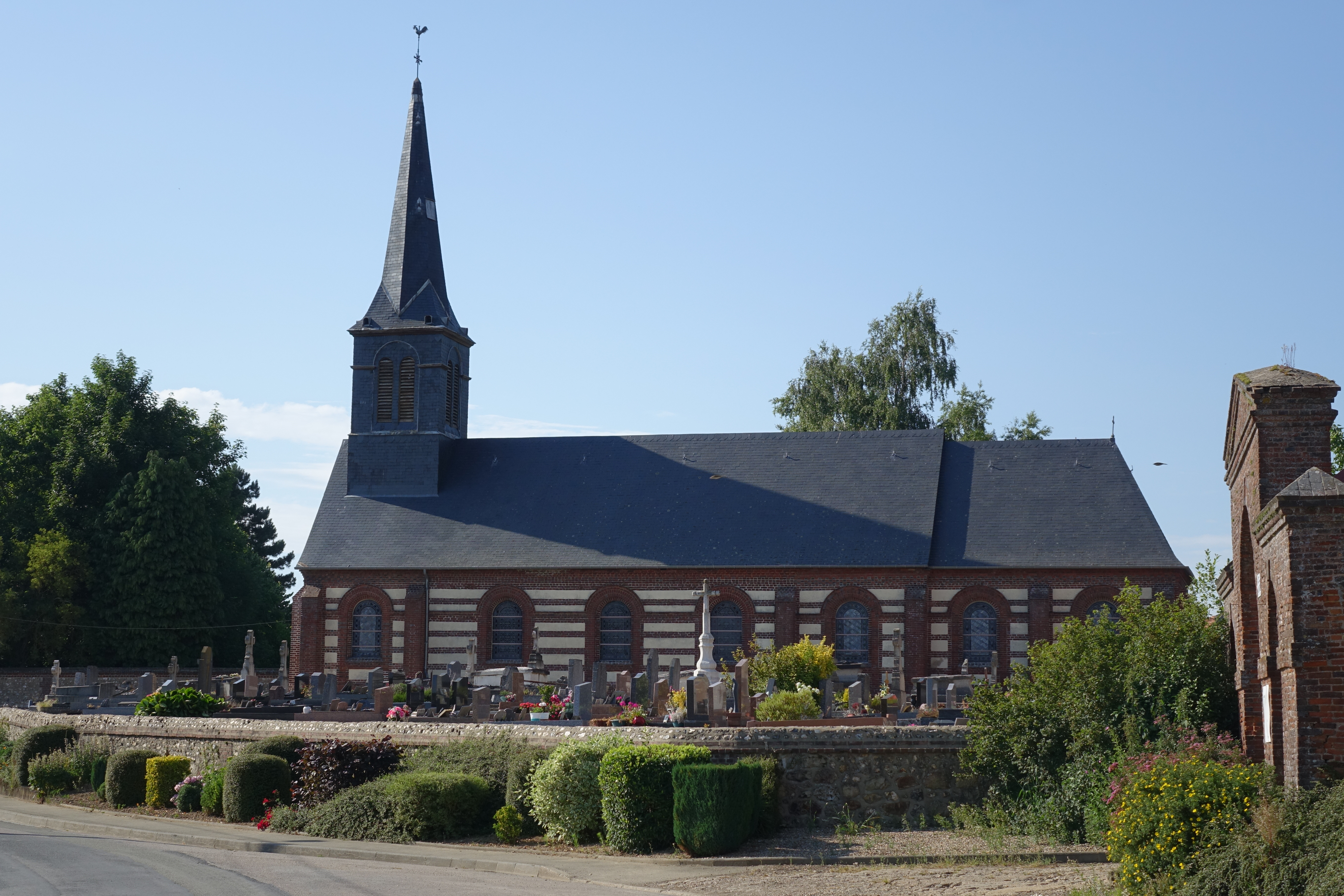
Église de Servaville-Salmonville.

- Église Saint-Clément de Servaville : vestiges du XIIIe siècle côté nord de la nef, reste du XVIIIe siècle (chœur et clocher 1875)
- Une croix du XVIIe siècle se dresse dans le cimetière de l'église.
- Manoir de la Hémaudière, plus justement appelé manoir de la Haie Mandière construit en 1734.
- Ferme dans le bourg : portail monumental du XVIIIe siècle qui donnait accès autrefois au manoir des abbés du Bec.

### Personnalités liées à la commune

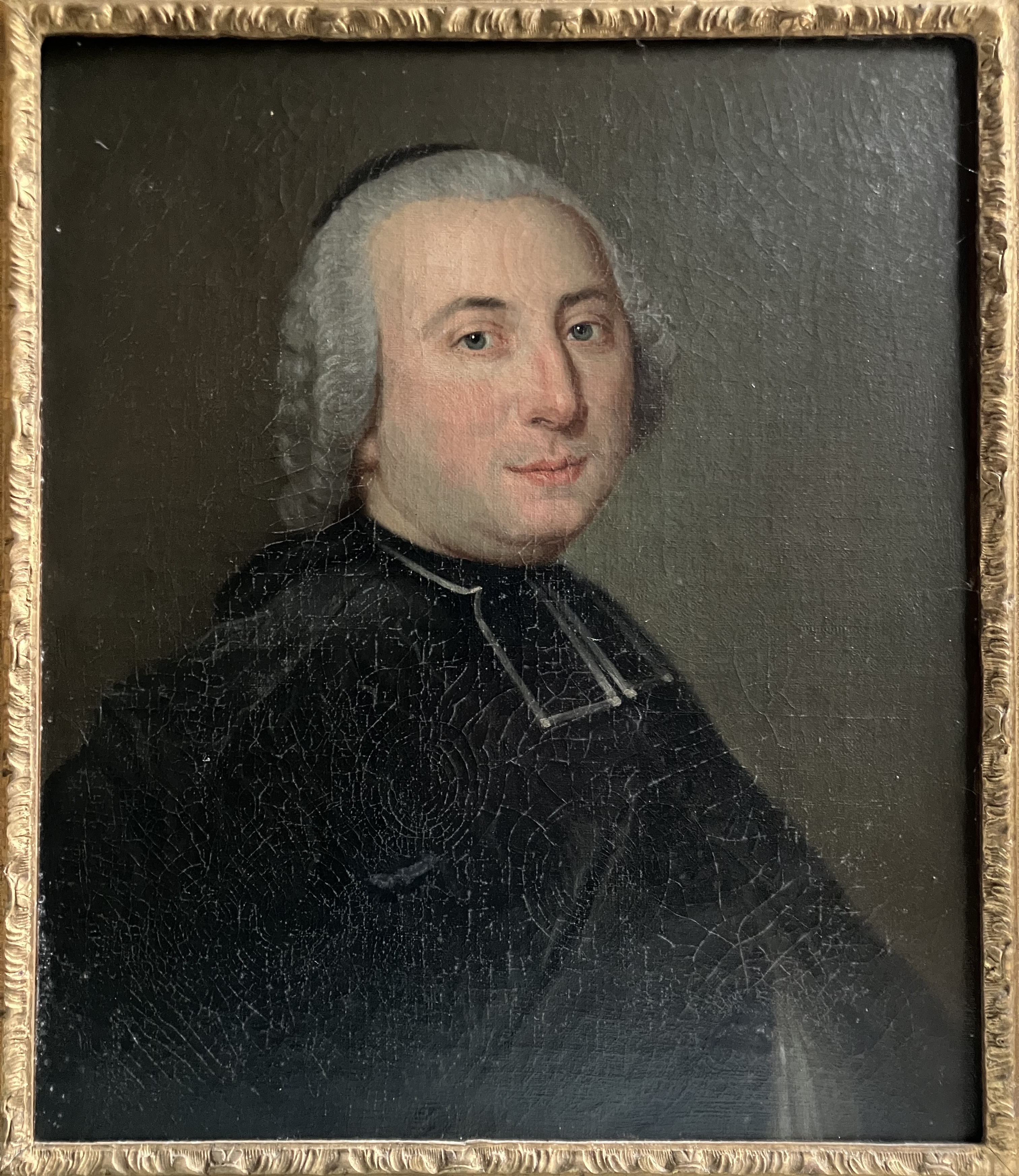
Chanoine Jacques Ravette

- Chanoine Jacques RavetteFrères Ravette : Jacques (1758-1794) et Joseph (1764-1794). Nés à Servaville, au manoir seigneurial du Bec dont leur père était fermier-receveur. Chanoines de la cathédrale de Rouen, respectivement depuis 1777 et  1789. Ils refusent de prêter serment à la Constitution civile du clergé en 1791. Frappés par la loi d'exil concernant les réfractaires, ils émigrent en Angleterre à l'été 1792. Revenus en France quelques mois plus tard, ils se cachent dans leur famille à Servaville, sont dénoncés et arrêtés en octobre 1793. Incarcérés à la prison Saint-Vivien de Rouen, ils sont ensuite conduits à Rochefort en mars 1794, pour être déportés outre-mer. 
Entassés avec des centaines d'autres ecclésiastiques sur les pontons de Rochefort, dans des conditions d'hygiène et de brimade effroyables, ils meurent dans les bras l'un de l'autre le même jour, 26 août 1794, et sont inhumés sur l'Île Madame[27]. 
Ils sont honorés par l'église catholique bien que ne faisant pas nommément partie des 64 prêtres et religieux martyrs béatifiés par le pape Jean-Paul II en 1995. Une place de la commune porte leur nom.

## Pour approfondir